# Стів Горват
Стів Горват (англ. Steve Horvat, нар. 4 березня 1971, Джилонг) — австралійський футболіст хорватського походження, що грав на позиції захисника.
Виступав, зокрема, за клуби «Хайдук» (Спліт), «Крістал Пелес» та «Мельбурн Найтс», а також національну збірну Австралії.

## Клубна кар'єра
Народився 4 березня 1971 року в місті Австралія. Вихованець Австралійського інституту спорту.
У дорослому футболі дебютував 1988 року виступами за команду «Мельбурн Кроейша», створеною групою хорватських іммігрантів, в якій провів один сезон, взявши участь в одному матчі чемпіонату, після чого виступав за нижчолігові «Саншайн Джордж Кросс» та «Норт-Джелонг Ворріорз».
Згодом Горват повернувся до своєї першої команди, що змінила назву на «Мельбурн Найтс». З нею Горват у сезоні 1994/95 став чемпіоном Австралії, володарем національного Кубка і отримав Медаль Джо Марстона, яка вручається найкращому гравцеві фінального матчу першості країни.
Після цього Стів перебрався до європи, де пограв за хорватський «Хайдук» (Спліт) та англійський «Крістал Пелес», щоправда у лондонській команді за основу так і не зіграв жодного матчу.
Протягом 1999—2000 років Горват захищав кольори клубу «Карлтона», після чого повернувся до «Мельбурн Найтс», за який відіграв ще 3 сезони. У березні 2003 року у віці 32 років закінчив професійну кар'єру футболіста.

## Виступи за збірні
1987 року дебютував у складі юнацької збірної Австралії (U-17), з якою став чвертьфіналістом юнацького чемпіонату світу в Канаді, де взяв участь у 2 іграх, відзначившись одним забитим голом в грі проти Саудівської Аравії (1:0).
1996 року захищав кольори олімпійської збірної Австралії на Олімпійських іграх 1996 року в Атланті, де його команда не вийшла з групи.
12 червня 1994 року дебютував в офіційних матчах у складі національної збірної Австралії в товариській грі проти Південної Африки (1:0).
У складі збірної був учасником розіграшу Кубка конфедерацій 1997 року у Саудівській Аравії, зігравши у матчах з Мексикою (3:1), Бразилією (0:0), Саудівською Аравією (0:0) та у фіналі з Бразилією (0:6), ставши срібним призером турніру.
Згодом Горват зі збірною став переможцем Кубка націй ОФК 2000 року на Таїті, що дозволило Окону з командою стати учасником розіграшу Кубка конфедерацій 2001 року в Японії і Південній Кореї. Там Стів зіграв у одному матчі з Бразилією (0:1) і сенсаційно здобув з командою бронзові нагороди.
Наступного року Горват поїхав на другий для себе Кубок націй ОФК 2002 року у Новій Зеландії. Там 8 липня 2002 року в грі проти Нової Каледонії (11:0), він забив єдиний гол у національній команді. А фінальний поєдинок, що відбувся 14 липня 2002 року проти господарів турніру (0:1), став останнім матчем для Горвата за збірну.
Всього протягом кар'єри у національній команді, яка тривала 9 років, провів у її формі 32 матчі, забивши 1 гол. Він також брав участь в грі, в якій австралійська збірна обіграла Американське Самоа з рахунком 31:0 , встановивши таким чином світовий рекорд по найбільшій перемозі в міжнародному футбольному матчі.

## Титули і досягнення
- Переможець Юнацького чемпіонату ОФК: 1986
- Чемпіон Національної футбольної ліги: 1994/95
- Володар Кубка Національної футбольної ліги: 1994/95
- Володар Кубка націй ОФК: 2000
- Срібний призер Кубка націй ОФК: 2002
- Медаль Джо Марстона (найкращому гравцю Гранд-фіналу Національної футбольної ліги) (2): 1994/95